# Michel Courtemanche
Michel Courtemanche (ur. 11 grudnia 1964 w Laval w Quebecu) – kanadyjski artysta komediowy i aktor.
Wystawił wiele sztuk dla jednego aktora w Quebecu, Francji, Belgii i Szwajcarii. Jego debiutancka sztuka dla jednego aktora „Nowy Komik urodzi się” kandydowała na więcej niż pięćset przedstawień i dwa razy była nominowana do Europejskiej Nagrody Filmowej „Felix”. Po raz pierwszy została wykonana w Montrealu, w 1989 roku.
Jego drugą sztukę „Nowe Przygody Michel Courtemanche” wykonał po raz pierwszy w 1992 roku. Wypełniał teatry w Ameryce Północnej i Europie, swój drugi międzynarodowy przebój video nagrał w 1993 roku. Courtemanche na całym świecie wypełniał ogromne sale zazwyczaj odwiedzane przez gwiazdy rocka, (pomimo że takie widowiska są całkiem powszechne dla artystów komediowych w Quebecu). Wydał książkę dla komików one-of-a-kind. Zagrał główne role w filmach La Nuit de Noces i Karmina 2.
Wystąpił również w serialu telewizyjnym Tajemnicze przygody Juliusza Verne’a, na Sci-Fi Channel (Stany Zjednoczone).
Jego styl komedii najlepiej może być podsumowany jako mim połączony z efektami dźwiękowymi, najczęściej można zobaczyć go z niewidocznymi przedmiotami lub jako kilka różnych osób w jednej scenie. Jest również szczególnie uzdolniony w robieniu niezwykłych grymasów i min.